# Presika (gmina Ljutomer)
Presika – wieś w Słowenii, w gminie Ljutomer. W 2018 roku liczyła 129 mieszkańców.